# Морозовка
Моро́зовка (рос. Морозовка) — присілок у складі Білокатайського району Башкортостану, Росія. Входить до складу Ургалинської сільської ради.
Населення — 63 особи (2010; 83 в 2002).
Національний склад:
- башкири — 45 %
- росіяни — 35 %